# グッドイン
グッドインは、有限会社グッドインが九州で運営するビジネスホテルチェーンである。

## 概要
2005年に亀の井インから改称した。亀の井インはジョイ開発有限会社（ジョイフルの筆頭株主で同社創業家である穴見家の資産管理会社）が運営していたが、2004年に分離して有限会社グッドインを発足させている。アメイズとは兄弟会社の関係にあたり、本社も同じ場所にある。代表者で全額出資している穴見加代はジョイフル創業者でアメイズ前社長の穴見保雄の夫人かつジョイ開発現社長ならびにアメイズ副社長の児玉幸子の実姉、ジョイフル元社長で衆議院議員の穴見陽一およびアメイズ現社長の穴見賢一の実母で、なおかつジョイフルの第8位の大株主であり、分社以前はジョイ開発の社長をしていた。そのためジョイフルとは資本関係こそないものの関連当事者（役員及びその近親者が議決権の過半数を所有している会社等）に該当する。
いわゆる宿泊特化型のホテルで、1泊5,000円以下の比較的リーズナブルな料金で、必要最低限にして充分なサービスを提供しているのが特徴である。郊外のロードサイド立地、ファミリーレストラン併設の低層・駐車場併設タイプという日本では珍しい立地戦略（アメリカなどでは一般的）を採る。
支払いは2008年3月以前までは現金のみの扱いであったが、それ以後店舗によってはクレジットカード・J-Debitが使える様になっている。

## 店舗

### 大分県
- グッドイン別府（大分県別府市）
- グッドイン大分（大分県大分市）
- グッドイン鶴崎（大分県大分市）
- グッドイン西鶴崎（大分県大分市）

### 熊本県
- グッドイン松橋（熊本県宇城市） - 2016年4月の熊本地震で被災したため建替えた[3]。

### 鹿児島県
- グッドイン鹿児島（鹿児島県鹿児島市）
- グッドイン加治木（鹿児島県姶良市）
- グッドイン隼人（鹿児島県霧島市）